# Lathuile
Lathuile település Franciaországban, Haute-Savoie megyében. Lakosainak száma 1076 fő (2022. január 1.). Lathuile Duingt, Bellecombe-en-Bauges, Doussard és Entrevernes községekkel határos.

## Népesség
A település népességének változása:
| Lakosok száma | 990  | 1041 | 1054 | 1016 | 1003 | 1008 | 1018 | 1048 | 1076 |
|               | 2013 | 2015 | 2016 | 2017 | 2018 | 2019 | 2020 | 2021 | 2022 |